# Макмаллин, Дэвид Эван
Дэвид Эван Макмаллин (англ. David Evan McMullin) (род. 2 апреля 1976) — американский политик. Занимал должность председателя комитета по политике собрания депутатов от республиканской партии в Палате представителей США. Служил офицером оперативного отдела ЦРУ. Работал чиновником по расселению беженцев в управлении Верховного комиссара ООН по делам беженцев в Иордании. Был инвестиционным банкиром.
8 августа 2016 объявил о своём выдвижении в качестве независимого кандидата на выборах президента США 2016 года при поддержке организации Better for America. Макмаллин описывает себя как консервативного кандидата, альтернативного двум основным кандидатам: Хиллари Клинтон от Демократической партии и Дональду Трампу от Республиканской партии. В итоге, Макмаллин проиграл на выборах. Наибольшего успеха он смог добиться в своём родном штате Юта. Там он получил около 20 % голосов и занял третье место после Трампа и Клинтон. После выборов Макмаллин объявил, что приступает к организации «нового консервативного движения» с целю охвата «нетрадиционных консервативно настроенных избирателей… чувствующих себя недовольными». По его словам, возможно речь идёт о создании новой политической партии.

## Биография
Эван Макмаллин родился в городе Прово, штат Юта, в семье Дэвида Макмаллена и его жены Лэни Буллард. Старший из четырёх детей. Когда он немного подрос, родители переехали в пригород Сиэтла, штат Вашингтон, где отец работал учёным в области информатики, а мать продавала различные сыпучие товары в магазинчике, устроенном в семейном гараже
. Сейчас его родители в разводе, мать вступила в брак с женщиной.
Макмаллин вырос в пригороде Сиэтла. В 1994 году он окончил старшую школу (Auburn Senior High School) в городе Оберн, штат Вашингтон и отправился с миссией церкви мормонов в южную часть Бразилии. Последнее лето перед выпуском он проработал на рыболовецком траулере на Аляске. Затем Макмаллин окончил Университет Бригама Янга, где в 2001 году получил степень бакалавра по международному праву и дипломатии. В 2011 году будущий кандидат в президенты получил степень магистра по управлению бизнесом в Уортонской школе бизнеса при Пенсильванском университете.
По окончании университета Бригама Янга в 2001 году Эван работал в городе Амман, Иордания чиновником по вопросам расселения беженцев при Верховном комиссаре ООН по делам беженцев. С 2001 по 2011 годы Макмаллин служил в ЦРУ, работал на Ближнем Востоке, в Северной Африке и в Южной Азии в разведке в сфере противодействия терроризму как тайный агент оперативного управления (Directorate of Operations).
С 2011 года Макмаллин работал в отделе инвестиционной деятельности банков корпорации Goldman Sachs . В 2013 году стал старшим советником по вопросам национальной безопасности при комитете по международным делам Палаты представителей США (113-й Конгресс). В 2015-м бывший банкир занимал должность председателя комитета по политике собрания депутатов республиканской партии в Палате представителей США (председатель — Кэ́ти Макмо́ррис-Ро́джерс). Вскоре после объявления о выдвижении на выборы Макмаллин оставил этот пост.
Начиная с 2013 года, он состоит членом международного консультативного совета центра международных исследований им. Кеннеди в университете Бригама Янга. Макмаллин также состоит в частной организации Совет по международным отношениям.
В марте 2016 года Макмаллин выступил на конференции TED в Лондонской школе бизнеса. На выступлении он подверг критике правительства на Западе и в остальном мире за то, что продолжает осуществляться геноцид и другие массовые жестокости и правительства это позволяют. Макмаллин призвал усилить «политическую конкуренцию» для мотивации лидеров через массовый активизм и СМИ.
Выступая с речью перед ассоциацией выпускников университета Пенсильвания в Вашингтоне в мае 2016 года Макмаллин заявил, что, несмотря на «огромные» траты программ по борьбе с бедностью, «уровень бедности сегодня, в Америке такой же, как был в середине 1960-х», что является упущением федерального правительства. Макмаллин утверждает, что правительство вместо того, чтобы помогать людям выбираться из нищеты, создало предохранительную сеть чтобы «сделать бедность более терпимой».
Макмаллин состоит в церкви Иисуса Христа Святых последних дней. Холост. Журналист Джон Ярд описывал его как «неизменно вежливого и особенно нормально выглядящего».

## Избирательная кампания 2016 года
8 августа 2016 года Макмаллин объявил, что вступает в предвыборную гонку на выборах президента США 2016 года в качестве независимого кандидата. Он располагает поддержкой нескольких сторонников республиканской партии, выступающих против кандидатуры Трампа, а также нескольких бывших членов движения Better for America (которое поставило целью получить по стране доступ для независимого кандидата на выборы президента 2016 года). Кампанию Макмаллина также поддерживает движение «Never Trump» («Остановим Трампа»).
Поскольку Макмаллин поздно вступил в гонку, он пропустил сроки подачи бюллетеней в нескольких штатах и его фамилия не появится в избирательных бюллетенях во многих штатах. Согласно специалисту по доступу на выборы Ричарду Вагнеру: «Если [движение] Better for America сможет незамедлительно решить вопрос с подачей петиций примерно в трети штатов» то Макмаллин сможет уложиться в срок даже по таким штатам, как Техас, где приняты ранние сроки подачи петиций. Он получит номинацию от третьих партий, уже имеющих доступ к выборам по бюллетеням или прибегнет в качестве последнего средства к кампаниям write-in (то есть избиратели могут вписать имя кандидата за которого желают проголосовать в бюллетень, если оно не указано в бюллетене).
8 августа 2016 года в день, когда Макмаллин начал предвыборную гонку, республиканские стратеги Халил Бёрд и Крис Эшби, эксперты по допуску по бюллетеням от третьих партий создали комитет по политическим действиям под названием Stand Up America с целью поддержки кампании Макмаллина. Бёрд является бывшим советником движения Better for America. Комитет использует телевидение, цифровые средства, различные акции и деятельность активистов, но не прибегает к судебным процессам для достижения доступа по бюллетеням.
Макмаллин получил доступ по бюллетеням в 11 штатах.
6 октября Макмаллин назвал Минди Финн своим кандидатом в вице-президенты. До этого она работала на Твиттер и является цифровым стратегом в RNC и в национальном совете сенаторов республиканской партии.
Макмаллин надеялся отобрать большинство голосов у двух основных кандидатов. В этом случае, согласно двенадцатой поправке к конституции палата представителей будет выбирать среди трёх кандидатов, набравших большее число голосов. В этом случае Макмаллин надеется победить остальных двух кандидатов и выиграть выборы в Конгрессе.
12 октября в ходе опроса Макмаллин отстал только на четыре пункта от Трампа и Клинтон в штате Юта (в пределах допустимой погрешности). Начиная с президентских выборов 1968 года, ни один независимый кандидат не выигрывал выборы в отдельных штатах. По этому поводу Бенджамин Моррис 13 октября на сайте FiveThirtyEight написал о нём, как о «кандидате от третьих партий, имеющим наибольшие шансы на победу на выборах».
В итоге Макмаллин занял третье место в штате Юта, получив 20,6 % голосов, оказавшись позади Дональда Трампа (получившего 46,6 % голосов избирателей штата и голоса шести выборщиков от штата) и Хиллари Клинтон (получившей 27,8 % голосов) Макмаллин обещал, что несмотря на его поражение «борьба за консервативные ценности будет продолжаться».

## Политические позиции
Макмаллин выступает против абортов и придерживается позиции пролайфа. На сайте своей кампании он выступает против «культуры, финансирующей аборты по требованию» и заявляет: «Американцы могут и должны работать вместе… для сокращения числа непредусмотренных беременностей и поощрять усыновления, даже если они придерживаются разных взглядов на законы об абортах».
Макмаллин заявил, что хотя он верит в «традиционный брак между мужчиной и женщиной», он «уважает» решение Верховного суда по делу «Обергефелл против Ходжеса» (о признании законными однополых браков) и думает, что «настало время двигаться дальше» от проблемы однополых браков. Также он заявил, что не будет делать назначений в Верховный суд с целью отмены решения по вышеупомянутому делу. Тем не менее он заметил, что если его изберут, то он будет назначать в Верховный суд судей — сторонников идеи оригинализма (неизменности Конституции) «похожих на Антонина Скалиа и Кларенса Томаса».
Макмаллин придерживается идеи свободной торговли и указывает на выгоды международной торговли. Он поддерживает NAFTA и будущее Транстихоокеанское партнёрство.
Макмаллин — сторонник плана налоговых реформ республиканцев. Он считает, что нужно снизить корпоративный налог на прибыль и личный подоходный налог и также налог на недвижимость.
Он желает держать открытой тюрьму на базе в Гуантанамо. Он поддерживает безопасность границ, но выступает против массовой депортации, поддерживает план палаты представителей по реформе налогов. Он согласен с условиями закона о реформе здравоохранения и защиты пациентов, подтверждающих существовавшие условия, но считает что «мы должны создать лучшую систему, чем ObamaCare».
Относительно гражданская войне в Сирии Макмаллин заявляет о себе как о «яром стороннике международного вмешательства, которое сможет остановить Башара Асада, убивающего невинных сирийцев и в дальнейшем вступления в переговоры с Асадом, чтобы он покинул страну». Кандидат также заявил: «Нам следует больше делать для поддержки умеренной сирийской оппозиции и нам всё ещё нужно делать это. Они не получают достаточной поддержки или подготовки а мы знаем как сделать это очень неплохо». Он поддерживает установление бесполётной зоны над Сирией, чтобы «остановить воздушные бомбардировки сирийских населённых центров».
Макмаллин подверг резкой критике международное ядерное соглашение с Ираном. Он заявил: «Мы, конечно, должны следить за соблюдением условий соглашения, но я считаю необходимым усилить санкции против Ирана, чтобы добиться от них больших уступок. Я также верю в необходимость чётко пригрозить Ирану военным вариантом решения проблемы, если они не захотят выполнять до конца условий соглашения и если они в итоге решат работать над получением ядерного оружия».
В интервью, данному бывшему участнику в выборах кандидата в президенты от Либертарианской партии Остину Питерсу Макмаллин заявил, что восхищается такими лидерами как премьер-министр Израиля Биньямин Нетаньяху и премьер-министр Японии Синдзо Абэ.
По вопросам национальной безопасности Макмаллин заявил «Свободная Америка требует сильнейшей и наиболее действенной военной и разведывательной структуры в мире. Храбрость и приверженность долгу наших людей в униформе несомненна, мы должны дать им технику, подготовку и поддержку, чтобы сокрушить все сегодняшние угрозы и обеспечить безопасность нашей нации в будущем».
Макмаллин заявил ABC News, что по его мнению, публичные заявления Дональда Трампа расстраивают усилия США по борьбе с терроризмом. «Чего он не понимает это то что на самом деле мы зависим от мусульман в вопросах противодействия терроризму, в том чтобы вести войну с терроризмом». Замечания Трампа о мусульманах «уменьшают их готовность работать с нами, с другими мусульманами и снижают нашу способность уничтожить ИГИЛ». Макмаллин также критикует предполагаемое сближение Трампа с российским президентом Путиным. Макмаллин обвиняет Путина в участии в кампании по дестабилизации европейских и североамериканских стран «посредством разжигания распрей между различными расовыми, этническими и религиозными группами».
Согласно интернет-газете The Christian Science Monitor в 2014 Макмаллин помог Цезарю (сирийскому перебежчику и военному фотографу, укравшему 55 тыс. изображений о злоупотреблениях режима, на основе которых был составлен доклад 2014 года о заключённых в Сирии) выступить перед комитетом палаты представителей по международным делам. Макмаллин столкнулся с сотрудниками Госдепартамента, которые как он подозревал, хотели остановить слушания. Он утверждал, что сотрудники Госдепартамента хотели провести закрытое слушание.
Макмаллин выступает против применения пыток и критикует Трампа за его поддержку данной практики.
Макмаллин принимает научный взгляд на проблему глобального потепления: «Я верю, что климат меняется и что человеческая деятельность вносит свой вклад. Если бы я был президентом, то увеличил вложения в технологии, которые могут помочь ограничить и уменьшить наши выбросы углекислого газа».